# محمد بحاری
محمد بحاری (انگلیسی: Mohamed Bahari؛ زادهٔ ۲۱ اکتبر ۱۹۷۵) بوکسور اهل الجزایر است.